# Hal Hartley

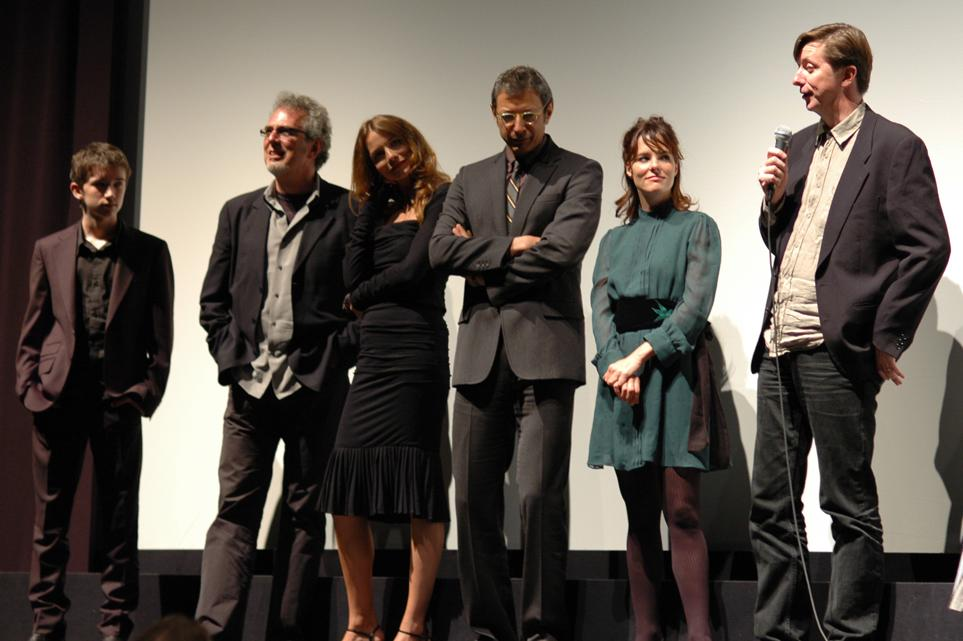
De cast van Fay Grim met uiterst rechts Hal Hartley.

Hal Hartley (Long Island (New York), 3 november 1959) is een Amerikaans onafhankelijk filmmaker. 
Hartley maakte onder andere de films Trust, Simple Men, The Unbelievable Truth en Amateur. Hartley regisseert zijn eigen films en schrijft tevens de scenario's. Opvallend in zijn scenario-stijl zijn de lange dialogen die tussen de personages plaatsvinden over triviale zaken, die ogenschijnlijk niet direct iets met het hoofdverhaal te maken hebben.

## Filmografie
- The Unbelievable Truth (1989)
- Trust (1990)
- Surviving Desire (1991)
- Simple Men (1992)
- Amateur (1994)
- Flirt (1995)
- Henry Fool (1997)
- The Book of Life (1998)
- No Such Thing (2001)
- The Girl from Monday (2005)
- Fay Grim (2006)

## Korte films
- Kid (1984)
- The Cartographer's Girlfriend (1987)
- Dogs (1988)
- Ambition (1991)
- Theory of Achievement (1991)
- Flirt (1993)
- Opera No. 1 (1994)
- NYC 3/94 (1994)
- Iris (1994)
- The New Math(s) (2000)
- Kimono (2000)
- The Sisters of Mercy (2004)
- A/Muse (2010)
- Implied Harmonies (2010)
- The Apologies (2010)
- Adventure (2010)
- Accomplice (2010)

## Theater
In 1998 schreef en regisseerde Hartley Soon, een stuk over de verhouding tussen religieuze gemeenschappen en de Amerikaanse federale overheid. Hartley baseerde zich op gebeurtenissen in Waco (Texas) in 1993 rond de christelijke gemeenschap Branch Davidians. Deze coproductie van Salzburger Festspiele en deSingel was in Salzburg en Antwerpen te zien en toerde daarna in de VS.
- Bibsys: 90845047
- Biblioteca Nacional de España: XX1094462
- Bibliothèque nationale de France: cb14035520j (data)
- CiNii: DA09217453
- Gemeinsame Normdatei: 123066336
- International Standard Name Identifier: 0000 0001 1473 5858
- Library of Congress Control Number: n93118959
- MusicBrainz: e43f8ac6-bc25-4a10-b3a0-e03a36fad30e
- Bibliotheek van het Japanse parlement: 00513772
- Nationale Bibliotheek van Tsjechië: jo2005273685
- Nationale Bibliotheek van Israël: 987007346997305171
- Nederlandse Thesaurus van Auteursnamen: 100812945
- SNAC: w64196sm
- Système universitaire de documentation: 059725443
- Trove: 876139
- Virtual International Authority File: 61746801
- WorldCat: E39PBJpYCBHpYV73DdYtkp3hHC